# HMS Intrepid (D10)
HMS Intrepid var en av nio jagare av I-klass som byggdes för Royal Navy under 1930-talet.

## Beskrivning
Fartygen i I-klassen var förbättrade versioner av den tidigare H-klassen. Deras deplacament var 1 390 ton vid standardlast och 1 918 ton vid fullast. Fartygen hade en total längd på 98,5 meter, en bredd på 10,1 meter och ett djupgående på 3,8 meter. De drevs av två Parsons-ångturbiner, som var och en drev en propelleraxel, med ånga från tre Admirality-pannor. Turbinerna utvecklade totalt 34 000 hästkrafter (25 000 kW) och var avsedda att ge en maximal hastighet på 35,5 knop (65,7 km/h). Intrepid nådde bara en hastighet på 34,4 knop (63,7 km/h) med 33 827 shp (25 225 kW) under provseglingarna. Fartygen hade tillräckligt med bränsle ombord för att ge dem en räckvidd på 5 500 nautiska mil (10 200 km) vid 15 knop (28 km/h). Besättningen bestod av 145 officerare och sjömän.
Fartygen hade fyra 12 cm Mark IX-kanoner i enkelmontage, betecknade "A", "B", "X" och "Y" från för till akter. För luftvärn hade de två fyrdubbla fästen för 12,7 mm Vickers Mark III-kulsprutor. I-klassen var utrustad med två femdubbelt monterade torpedtuber ovan vattenytan för 53,3 cm torpeder. En sjunkbombsräls och två sjunkbombskastare var monterade; 16 sjunkbomber fanns ursprungligen, men detta ökades till 35 strax efter krigets början. Icarus var en av de fyra jagare av I-klass som utrustades med minläggningsutrustning på Malta under slutet av 1938 - januari 1939. Utrustningen bestod av fästen för skenor på däck som minorna kunde transporteras på och en elektrisk vinsch för att flytta minorna längs skenorna. "A"- och "Y"-kanonerna och båda torpedtuberna modifierades så att de kunde tas bort för att kompensera för minornas vikt. Fartygen kunde bära högst 72 minor. I-klassens jagare var utrustade med ASDIC-sonarsystemet för att lokalisera ubåtar under vattnet.

## Konstruktion och tjänstgöring
Under andra världskriget anföll och sänkte Intrepid den tyska ubåten U-45 sydväst om Irland den 14 oktober 1939 i sällskap med jagarna Ivanhoe och Inglefield.
Under flottövningar den 17 mars 1940 kolliderade Intrepid med fisketrålaren MV Ocean Mist och sänkte det mindre fartyget och dödade två av besättningsmännen men räddade de övriga åtta.
Intrepid deltog i jakten på och förstörelsen av det tyska slagskeppet Bismarck i maj 1941 och i Operation Pedestal, eskorteringen av en konvoj till Malta i augusti 1942.

### Sänkning
Intrepid attackerades av tyska Ju 88-bombflygplan och sjönk i Leros hamn i Egeiska havet den 26 september 1943.